# Червона лінія (Стокгольмський метрополітен)
Червона лінія (швед. Röda linjen) — одна з трьох ліній Стокгольмського метро. 
Має 36 станцій, з яких чотири мілкого закладення, 16 глибокого закладення і 15 наземні. 
Загальна довжина лінії становить 41,238 км. 
Лінія має чотири відгалуження з кінцевими станціями: Фруенген та Норсборг на південному заході та Мербю-сентрум та Ропстен на північному сході.
Позначення «Червона лінія» з’явилося наприкінці 1970-х, а офіційно лише з 1990-х років, і походить від того факту, що маршрут був позначений червоним на картах Storstockholms Lokaltrafik принаймні з 1970-х років.

## Історія
Лінія була відкрита 5 квітня 1964 року між Т-Сентрален і Фруенген і Ернсберг. 
В 1965–1967 роках було відкрито ще кілька дистанцій, тоді як останнє розширення до Мербю-сентрум було завершено в 1978 році. 
У центрі Стокгольма червона лінія була побудована незалежно від мережі вулиць і на більшій глибині, ніж Зелена лінія, яка була побудована переважно під дорогами.
Дистанція Меларгейден — Лільєгольмен була побудована як трамвай Södra Förstadsbanan в 1910-х роках. 
Дещо новіша дистанція Лільєгольмен – Мідсоммаркрансен була побудована в основному на наземно, оскільки ця область не була густо заселена. 
Проте мала переїзди і наступні дистанції були побудовані в тунелі до відкриття метро. 
На початок 2020-х від первісного трамвайного маршруту залишилося мало.
Дистанція Телефонплан – Фруенген (маршрути 14 і 17) була побудована в 1946–1956 роках як штадтбан, з острівними платформами

### Відкриття дистанцій
| Черга                                          | Рік  |
| ---------------------------------------------- | ---- |
| Ернсберг–Т-Сентрален–Лільєгольмен              | 1964 |
| Т-Сентрален–Естермальмстор'є Ернсберг–Сетра    | 1965 |
| Естермальмстор'є–Ропстен Сетра–Ворберг         | 1967 |
| Ворберг–Фіттья                                 | 1972 |
| Естермальмстор'є–Текніска-гегскулан            | 1973 |
| Текніска-гегскулан–Університет Фіттья–Норсборг | 1975 |
| Університет–Мербю-сентрум                      | 1978 |